# Lavanda dei piedi (Giovanni Agostino da Lodi)
La Lavanda dei piedi è un dipinto a olio su tavola (132x111 cm) di Giovanni Agostino da Lodi, datato 1500 circa e conservato nelle Gallerie dell'Accademia a Venezia.

## Storia e descrizione
In una stanza appena visibile nella penombra, gli apostoli assistono sorpresi alla lavanda dei piedi voluta da Gesù, che li lascia un po' sbigottiti, tanto che Cristo sembra essere irritato dalla loro incapacità di comprendere.
Con l'eccezione di Pietro, seduto in primo piano mentre riceve il lavaggio da parte di Gesù, tutti gli apostoli sono allineati in piedi in secondo piano, in isocefalia, cioè con le teste tutte alla stessa altezza. Ne è escluso anche un inserviente, sulla destra, che sta preparando la spugna per asciugare i piedi a Pietro.
Sul sedile di Pietro si legge la data MCCCCC e in primo piano, sopra il gradino marmoreo (un espediente di matrice padovana filtrato dai pittori lombardi) si trovano alcuni oggetti la cui resa attenta rimanda allo studio delle opere fiamminghe: il sandalo slacciato dell'apostolo e soprattutto la bacinella in maiolica colma d'acqua, che dà all'artista la possibilità di cimentarsi nella realizzazione di riflessi di "lustro". Ricordano i fiamminghi anche i panneggi rigidi e accartocciati, evidenti nel personaggio di Cristo.
Nelle varie fisionomie degli apostoli si colgono i maggiori echi di Leonardo: Giorgione studiò a fondo quest'opera, traendo le fisionomie per altri suoi lavori come il Ragazzo con la freccia, la Sacra Famiglia Benson e le Tre età dell'uomo.